# نور الله نوري
الملا نور الله نوري هو قيادي أفغاني من حركة طالبان، و وزير العشائر والحدود الحالي منذ 7 سبتمبر 2021، و معتقل سابق لأكثر من 12 عامًا خارج نطاق القانون في معتقل غوانتانامو الأمريكي في كوبا. رقم الاعتقال المسلسل الخاص به كان 6 ، تم إطلاق سراحه من معسكر الاعتقال في 31 مايو 2014 في صفة تبادل أسرى مع حركة طالبان، حيث تم مبادلة بو روبرت بيرغدال مع أعضاء طالبان الخمسة، وتم نقلهم جوًا إلى قطر.
ولد نور الله في عام 1967 في شاجوي بأفغانستان. كان نور الله حاكم ولاية بلخ لدى حكومة طالبان، وصل نور الله إلى غوانتانامو في 11 يناير 2002، وتم احتجازه لمدة 12 عامًا، وكان من أسباب اعتقاله المعلنة في أنه حاكم مؤقت جلال أباد ومزار شريف، وحاكم ولاية بلخ.
في 2011 و 2012 أجرت الولايات المتحدة مفاوضات مع حركة طالبان، تطرقت هذه المفاوضات إلى تسليم نور الله وأربعة آخرين من كبار زعماء حركة طالبان،وتم إرسال الخمسة رجال إلى الدوحة في قطر.

## وصلات خارجية
- من هم السجناء المتبقين في غوانتانامو؟ الجزء الثاني: الاعتقال في أفغانستان (2001) أندي ورثينغتون، 17 سبتمبر 2010.